# اشلی نیل
اشلی نیل (انگلیسی: Ashley Neal؛ زادهٔ ۱۶ دسامبر ۱۹۷۴) بازیکن فوتبال اهل بریتانیا است.
از باشگاه‌هایی که در آن بازی کرده‌است می‌توان به باشگاه فوتبال پیتربورو یونایتد، باشگاه فوتبال هادرزفیلد تاون، باشگاه فوتبال برایتون اند هوو آلبیون، و باشگاه فوتبال لیورپول اشاره کرد.